# Diospyros borbonica
Espèce
Statut CITES
Diospyros borbonica, ou Bois noir des hauts, est une espèce de plante à fleurs de la famille des ébénacées. Elle est endémique de l'île de La Réunion, département d'outre-mer français dans le sud-ouest de l'océan Indien.

## Caractéristiques
Le Diospyros borbonica est un arbre dryade endémique de la Réunion rare en milieu naturel, qui peut atteindre jusqu’à 15 m de hauteur, poussant en basse altitude notamment dans certaines forêts de Saint-Philippe et les flancs escarpés de la Grande Chaloupe et de la Grande Ravine, fait d'un bois lisse, fin et dense et d'une écorce de couleur gris foncé à noir. C'est une espèce dioïque possédant des feuilles de couleur vert clair qui s'assombrissent en vieillissant.
C'est un arbre au port droit à grain serré de couleur jaune et veiné de rouge noir. Son bois est très dur avec une densité de 0,926[réf. nécessaire].
Le Diospyros borbonica produit des petites baies de couleurs brun noirâtre qu'on récolte mûres au sol au mois de septembre à décembre, la plupart du temps les baies mûres sont dépulpées puis rapidement semées car les graines sèchent très vite, les graines germent très vite en zone humide sous les pieds mère (15 à 45 jours) mais la pousse est très lente (9 mois en pépinière à basse altitude et de 12 à 16 mois en espace naturel).
Ses feuilles allongées et pointues au bout rappellent celles du pied de sapote. Au stade juvénile, les nervures de teinte violette donnent du relief aux feuilles.
Le Bois noir des hauts est protégé par l'arrêté ministériel du 27 novembre 2017. Il fait partie du programme de reconstitution de la forêt semi-sèche de la Grande Chaloupe (Life+ Forêt sèche).

## Usage
Seul endémique de la Réunion appartenant à la famille des bois d’ébène, il était utilisé autre fois pour la charpente, la menuiserie et comme bois de charronnage.